# Старые брюки
«Старые брюки» (англ. Old Trousers или Unwanted Trousers, гэльск. Seann Triubhas) — шотландский танец, являющийся одним из четырёх старейших традиционных танцев хайланд.

## Происхождение танца
Танец появился благодаря историческому событию, произошедшему в 1745 году. Карл Эдуард Стюарт, представитель изгнанного из Британии дома Стюартов попытался вернуть себе трон и свергнуть правящего монарха ганноверского короля Георга II. В июле 1745 года Карл Эдуард Стюарт высадился в Эрискее, в Шотландии, поднял знамя отца и начал второе якобитское восстание. Этот год вошел в историю как «сорок пятый год» (the Forty-Five). Собранное из представителей горных кланов войско без боя взяло столицу Шотландии Эдинбург, а после, одержав победу над скромной правительственной армией, двинулось на юг в Англию. Заняв Карлайл и дойдя до Дербишира, принц, по требованию советников повернул назад, в Шотландию, поскольку в Англии якобитское движение не вызвало массовой поддержки.
Против мятежного принца была выставлена, отозванная с полей европейских сражений, правительственная армия во главе с сыном короля Вильямом Августом, герцогом Кумберлендским. 16 апреля 1746 года армии встретились в сражении при Куллодене, что в трёх милях к востоку от Инвернесса, в северной Шотландии. Место для сражения было выбрано крайне неудачно, местность была болотистая и довольно ровная, что препятствовало излюбленной тактике горцев Highland charge. Столь неудачный выбор места был сделан принцем, поскольку он самостоятельно решил управлять войсками в этом сражении. Советник Джордж Мюррей был отстранен от управления войсками. В итоге, уставшая и голодная армия якобитов оказалась разбита и была рассеяна; советник принца лорд Джордж Мюррей сумел отвести остаток армии (около 3000 якобитов) в бараки Рутвена, собираясь продолжать войну, но Карл, считая, что его предали, решил оставить восставших и скрылся от английских преследователей на острове Скай. Битва при Куллодене стала последним сражением на территории острова Великобритания.
Последствия восстания были очень неприятными для Шотландии. В 1747 году британский парламент специальным указом запретил шотландцам носить национальный костюм горца — килт, любую другую одежду из тартана и оружие . Вне юрисдикции запрета находилась только военнослужащие шотландских горских полков, женщины и дворянство. Шотландцам удалось добиться отмены дискриминационного указа только в 1782 году. Произошло это, в основном, из-за повального увлечения модой на клетчатую материю в Лондоне.
Танец «Старые брюки» является своего рода символом этого периода. Первая часть танца — медленная, она имитирует скорбь по утраченной шотландской одежде и ненависть к брюкам, которые, в процессе танца, тщательно «стряхиваются» с ног. Вторая часть танца — быстрая. Она немного напоминает хайланд флинг и символизирует радость возвращения традиционной одежды.

## Современное состояние
Танец «Старые брюки» является одним из видов сольного танца на соревнованиях и мероприятиях, например на «Играх горцев» (Highland Games). Как и в случае Хайланд флинга, для исполнения танца надевают традиционную шотландскую одежду, — килт, независимо от пола танцора.
Танец разделен на две части, медленную и быструю. Переход между медленной и быстрой частью может сопровождаться хлопком в ладоши исполнителем. В соревнованиях, танец имеет несколько уровней от новичка до профессионала и различается по типу и числу медленных и быстрых шагов. Варианты исполнения танца:
- 4 шага (3 slow steps and 1 quick step) — для участников с возрастом 9 и менее лет;
- 6 шагов (4 slow steps and 2 quick steps).

Порядок шагов, а также другие требования исполнения танца публикуются на сайте Шотландского Официального Совета по Хайланду (Scottish Official Board of Highland Dancing — SOBHD), за год до начала соревнований. В соревнованиях разрешено альтернативное исполнение некоторых шагов и альтернативные стартовые позиции.

## Шаги, используемые в танце
Медленная часть:
- 1st Brushing — всегда первый шаг в танце;
- 2nd Side Travel;
- 3rd Diagonal Travel;
- 4th Backward Travel;
- 5th Travelling Balance;
- 6th Leap and Highcut;
- 7th Highcut in Front and Balance;
- 8th Side Heel-and-Toe;
- 9th Highcutting.

Быстрая часть:
- 10th Shedding with Back-Step;
- 11th Toe-and-Heel and Rock;
- 12th Pointing and Back-Stepping;
- 13th Heel-and-Toe and Shedding;
- 14th Heel-and-Toe, Shedding, and Back-Stepping;
- 15th Back-Stepping.

## Музыкальное сопровождение
Танцоры исполняют танец под традиционную шотландскую волынку. Музыканты используют мелодию «Whistle ower the Lave o’t'», которая является страспеем. Темп игры — 94 тактов в минуту для медленной партии и 114 тактов, — для быстрой.